# Ёсикава, Ёсихиса
Ёсихиса Ёсикава (яп. 吉川 貴久 Ёсикава Ёсихиса, 4 сентября 1936 — 12 октября 2019) — японский стрелок, призёр Олимпийских игр.
Ёсихиса Ёсикава родился в 1936 году в префектуре Фукуока. Сержант полиции.
В 1960 году Ёсихиса Ёсикава на Олимпийских играх в Риме завоевал бронзовую медаль в стрельбе из пистолета на дистанции 50 м. В 1964 году он повторил это достижение на Олимпийских играх в Токио. Также он принимал участие в Олимпийских играх 1968 и 1972 годов, но не завоевал там наград.
Выиграл первый чемпионат Азии по стрельбе в Токио, спустя 4 года в Сеуле завоевал серебряную медаль.
В 1966 году завоевал золото на Азиатских играх в Бангкоке.
Умер 12 октября 2019 года.